# Sture Rolfhamre
Lars Sture Rolfhamre, ursprungligen Larsson, född 8 maj 1923 i Ljusdals församling i Gävleborgs län, död 8 oktober 2015 i Gävle i Gävleborgs län, var en svensk präst och författare.
Sture Rolfhamre var son till hemmansägaren och kyrkvärden Lars Larsson och Stina, ogift Larsson. Han tog sitt efternamn efter släktgården Rolfhamre i Ljusdal, där han växte upp. Han blev student vid Uppsala universitet 1944, där han tog teologisk-filosofisk examen 1945, blev teologie kandidat 1948 och avlade praktiskt prov 1949.
Efter prästvigningen i Uppsala 1949 fick han missiv till Arbrå församling, blev kyrkoadjunkt i Ovansjö församling 1951, stiftsadsjunkt i Uppsala 1951, kyrkoadjunkt i Gamla Uppsala 1959 och fick samma befattning i Ärentuna församling 1962. Han blev sekreterare i Svenska kyrkans mission 1963, kyrkoherde i Västerlövsta församling 1968 och kontraktsprost i Fjärdhundra kontrakt 1970.
Han var redaktör för Svenska kyrkans missionstidning Utblick 1968–1969 och ledamot av Kyrkomötet 1970. Han var också författare till flera publikationer.
Rolfhamre gifte sig 1951 med Karin Ilar (1928–2014), dotter till folkskolläraren och kantorn Herbert Ilar och Signe Östlund. De fick barnen Margareta 1952, Mikael 1956 samt tvillingarna Erik och Bengt 1958, den senare död en dag gammal.